# Chips Sobek
George Edward "Chips" Sobek (nacido el 10 de febrero de 1920 en Hammond, Indiana y fallecido en la misma ciudad el 9 de abril de 1990) fue un jugador, entrenador y árbitro de baloncesto estadounidense, además de jugador y ojeador de béisbol, que disputó una temporada en la NBA, además de jugar en la NBL. Con 1,83 metros de estatura, jugaba en la posición de escolta.

## Trayectoria deportiva

### Universidad
Jugó durante su etapa universitaria con los Fighting Irish de la Universidad de Notre Dame, siendo elegido en 1942 en el primer quinteto All-American para el Madison Square Garden.

### Profesional
Tras jugar un único partido con los Indianapolis Kautskys de la NBL en 1945, al año siguiente fichó por los Toledo Jeeps, donde en su primera temporada fue el segundo mejor anotador del equipo, promediando 13,1 puntos por partido, únicamente superado por Hal Tidrick. Tras una temporada más en los Jeeps, en 1948 fichó por los Hammond Calumet Buccaneers, con los que disputó una temporada ejerciendo de jugador-entrenador, en la que promedió 9,1 puntos por partido.
En 1949-1950 fichó por los Sheboygan Redskins, con los que disputó su única temporada en la NBA, en la que promedió 5,8 puntos y 1,6 asistencias por partido.

### Béisbol
Jugó durante tres temporadas en las Ligas Menores de Béisbol, en tres equipos diferentes, los Superior Blues, los Waterloo White Hawks y los Hot Springs Bathers, obteniendo un porcentaje de bateo del 28,1%.
Posteriormente, entre 1950 y 1984 trabajó como ojeador de los Chicago White Sox, y entre 1985 y 1988 de los San Francisco Giants.

### Árbitro
Ejerció como árbitro de baloncesto en la División I de la NCAA durante cuatro temporadas, en la Big Ten Conference.

## Estadísticas de su carrera en la NBA

### Temporada regular
| Temporada | Edad | Equipo             | Liga | Pos. | P  | TIT | MIN | TC  | TCA | %TC  | 3P | 3PA | %3P | TL  | TLA | %TL  | R.OF. | R.DEF. | REB | ASIS | ROB | TAP | PER | FP  | PTS |
| 1949-50   | 29   | Sheboygan Redskins | NBA  |      | 60 |     |     | 1.6 | 4.2 | .378 |    |     |     | 2.6 | 3.4 | .761 |       |        |     | 1.6  |     |     |     | 2.6 | 5.8 |
| Total     |      |                    | NBA  |      | 60 |     |     | 1.6 | 4.2 | .378 |    |     |     | 2.6 | 3.4 | .761 |       |        |     | 1.6  |     |     |     | 2.6 | 5.8 |

### Playoffs
| Temporada | Edad | Equipo             | Liga | Pos. | P | TIT | MIN | TC  | TCA | %TC  | 3P | 3PA | %3P | TL  | TLA | %TL  | R.OF. | R.DEF. | REB | ASIS | ROB | TAP | PER | FP  | PTS  |
| 1949-50   | 29   | Sheboygan Redskins | NBA  |      | 3 |     |     | 3.3 | 6.7 | .500 |    |     |     | 4.0 | 5.3 | .750 |       |        |     | 1.0  |     |     |     | 5.0 | 10.7 |
| Total     |      |                    | NBA  |      | 3 |     |     | 3.3 | 6.7 | .500 |    |     |     | 4.0 | 5.3 | .750 |       |        |     | 1.0  |     |     |     | 5.0 | 10.7 |